# The Town
The Town is een Amerikaanse film van regisseur Ben Affleck. Hij ging in september 2010 in première. De hoofdrollen worden vertolkt door Ben Affleck, Jon Hamm en Rebecca Hall. The Town is gebaseerd op de misdaadroman Prince of Thieves van schrijver Chuck Hogan.
De titel van de film verwijst naar Charlestown, een buurt in Boston.

## Verhaal
Misdadiger Doug MacRay pleegt in Boston samen met zijn collega's een bankoverval. Bankmanager Claire houdt een trauma over aan de overval. Later wordt ze verliefd op Doug, maar ze weet niet dat hij de overval gepleegd heeft. Ondertussen wil Doug uit het misdaadmilieu stappen om zo zijn relatie met Claire verder uit te bouwen. Maar hij heeft niet veel tijd want de hardnekkige FBI-agent Adam Frawley zit hen op de hielen.

## Rolverdeling
- Ben Affleck - Doug MacRay
- Jon Hamm - Adam Frawley
- Rebecca Hall - Claire
- Jeremy Renner - Jem Coughlin
- Blake Lively - Krista Coughlin
- Chris Cooper - vader van Doug

## Filmmuziek
1. "Charlestown" - 2:18
2. "Bank Attack" - 3:38
3. "Doug Reflects" - 1:53
4. "FBI Show & Tell" - 1:48
5. "OxyContin" - 2:09
6. "Healing and Stealing" - 3:11
7. "Nuns With Guns" - 3:41
8. "The Necklace" - 2:19
9. "The Wreath" - 1:24
10. "Cathedral of Boston" - 2:28
11. "Fenway" - 3:09
12. "Who Called 911?" - 3:07
13. "Making the Switch" - 2:39
14. "Sunny Days" - 2:27
15. "Leaving" - 2:54
16. "The Letter" - 2:47

## Trivia

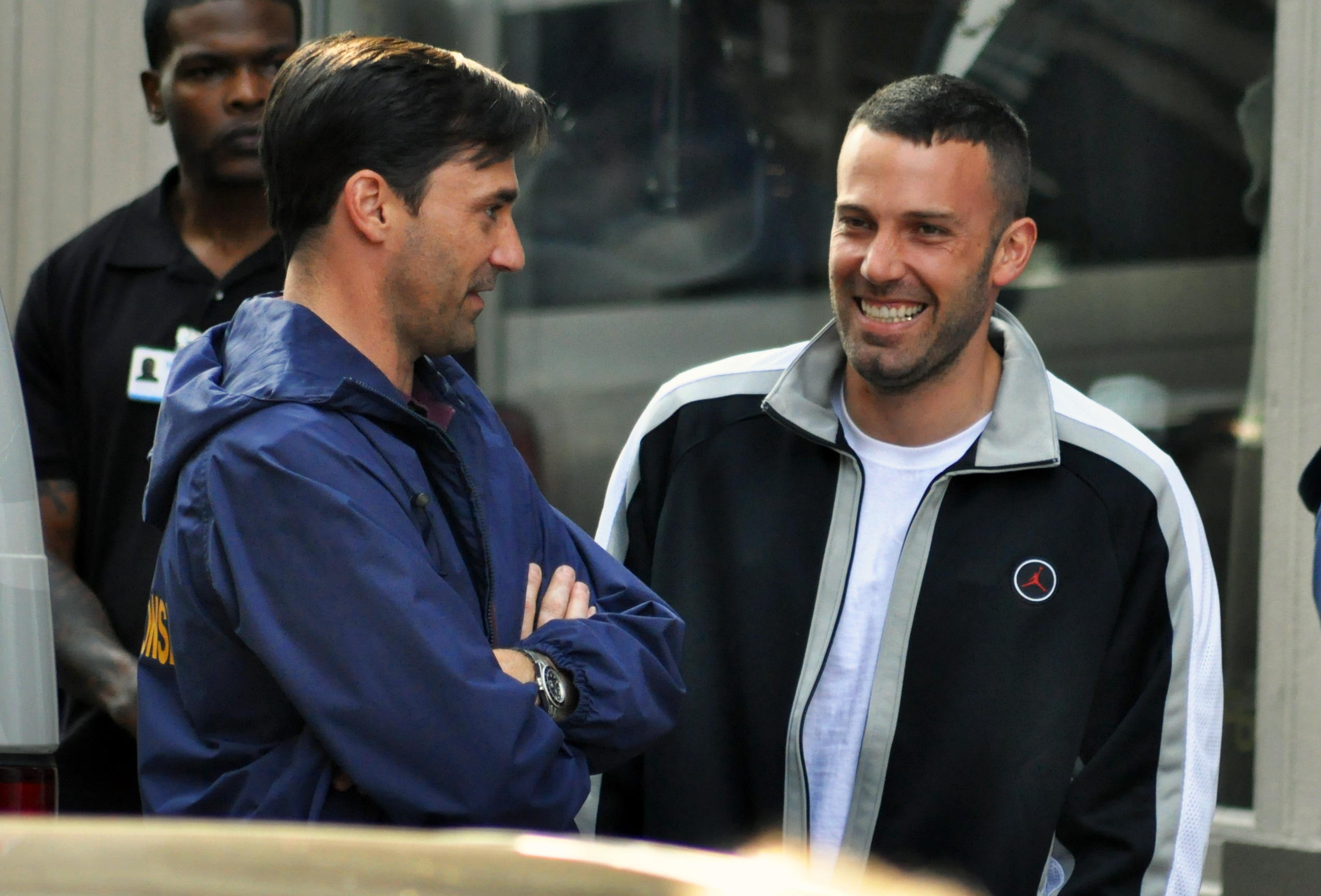
Jon Hamm en Ben Affleck op de set van The Town.

- Dit is de tweede film die door Ben Affleck werd geregisseerd. In 2007 debuteerde hij met Gone Baby Gone.
- Net als Gone Baby Gone speelt The Town zich af in Boston, waar Affleck opgroeide.